# Pionus sordidus
Pionus sordidus là một loài chim trong họ Psittacidae.